# Strawberry Trapper
- ラブライブ! > ラブライブ!サンシャイン!! > Aqours > Guilty Kiss > Strawberry Trapper

「Strawberry Trapper」（ストロベリートラッパー）は、2016年6月8日に発売された、ミニユニット「Guilty Kiss」のデビューシングル。『ラブライブ！サンシャイン!!』ミニユニットシングル第3弾でもある。

## 概要
Guilty Kissのメンバーは、桜内梨子（声 - 逢田梨香子）、津島善子（声 - 小林愛香）、小原鞠莉（声 - 鈴木愛奈）の3人。
2016年5月18日に更新された「ラブライブ！サンシャイン!!Aqours浦の星女学院RADIO!!!」第6回配信分において表題曲が初公開された。
初回生産特典として、ジャケットイラストシールが封入される。

## チャート功績
6月7日付のオリコンデイリーランキングでは、1.3万枚を売上げ3位にランクイン。翌日の6月8日付では0.8万枚を売上げ2位にランクインした。6月20日付のオリコン週間ランキングでは3.1万枚を売上げ5位にランクインした。
ビルボードにおいてもHot Animationにおいて初の1位を獲得した。

## 収録曲
収録内容におけるボーカル曲は太字、ボイスドラマパートは▲印で表記する。
- CD
  - 全作詞：畑亜貴

  1. Strawberry Trapper
    - 作曲・編曲：金崎真士

  2. Guilty Night, Guilty Kiss!
    - 作曲・編曲：R・O・N

  3. Strawberry Trapper (Off Vocal)
  4. Guilty Night, Guilty Kiss! (Off Vocal)
  5. 遊覧船でどこまでも❤
    - 出演：Guilty Kiss

## カバー
Guilty Night, Guilty Kiss!
- 作編曲を手掛けたR・O・Nがアルバム「STEREO DIVE」のアニメイト特典としてセルフカバー。